# Сине-фоно
«Сине-фоно» — российский журнал, посвящённый кинематографу. Выходил с 1 октября 1907 года по май 1918 года, сначала ежемесячно, затем дважды в месяц. Основателем, издателем и редактором журнала был Самуил Викторович Лурье.

## История
С появлением в Российской империи первых образцов кинематографа, основателями и первыми популяризаторами которого являлись Александр Ханжонков, Иосиф Ермольев, Дмитрий Харитонов, Пауль Тиман, Михаил Трофимов, Талдыкин. Выход их работы на мировые стандарты породил рождение в России киножурналистики. В 1907 году как приложение к журналу «Светопись», появился журнал «Кино», который, однако, просуществовал меньше года. В этом же году стал издаваться второй журнал о кинематографе, получивший название «Сине-Фоно». Идея издания была подсказана Паулем Тиманом.
Историк кино и кинокритик Марк Кушнирович пишет, что несмотря на появление материалов на тему кино в середине 1910-х гг. в журналах театральной, научной либо педагогической направленности, «Сине-Фоно» до 1915 года «оставался вершинным столпом» русской киножурналистики. Основателем журнала выступил энтузиаст кинематографа, кинокритик Самуил Лурье. Вскоре в журнал пришел киноэнтузиаст, инженер Моисей Алейников, которого Кушнирович называет человеком «с абсолютным редакторским и продюсерским слухом». После написания статьи в журнал он остался его постоянным автором и в 1914 году получил должность соредактора журнала.
По мнению Кушнировича, отношение литературной и театральной интеллигенции к «Сине-Фоно», называемого им солидным журналом, оставалось неоднозначным, преимущественно по причине «заведомо подозрительного отношения к самому кинематографу», который, по признанию критика, создавал повод к такому отношению. «Синематографы, репертуар которых заполняли дешёвые, а подчас и низкопробные мелодрамы, охальные комедийки, топорные авантюрки, казались рассадниками пошлости и глупости. И журналы, которые рекламировали эту продукцию, тоже часто обзывались „готтентотскими“» — пишет историк кино.
Журнал просуществовал более 11 лет, пережил Октябрьскую революцию и закрылся в 1918 году.

## Тематика
В журнале рассматривались темы: «Кинематограф и война», «О будущем театра и кинематографа», «Кинематограф и беллетристика», «Дети в кинематографе». В обсуждении этих тем речь шла о вопросах кинопроизводства, критически рассматривались новации и эксперименты, анализировался зарубежный опыт, перспективы звука, цвета, вопросы пожарной безопасности в кинотеатрах и киноателье, об отсутствии качественной импортной киноплёнки, что было вызвано Первой мировой войной. В журнале также печатались рецензии на фильмы, фельетоны и пародийные частушки, причем зачастую данный материал был достаточно затейливым.